# آلفا رومئو استلویو
آلفا رومئو استلویو (به انگلیسی: Alfa Romeo Stelvio) یک کراس‌اوور لوکس کامپکت است که توسط زیرمجموعه آلفا رومئو از (که قبلاً با گروه فیات کرایسلر بود) تولید و به بازار عرضه شد که اولین بار در نمایشگاه خودرو لس آنجلس ۲۰۱۶ معرفی شد و در پایان در سال ۲۰۱۶ در کارخانه کاسینو وارد تولید شد. در حال حاضر این مدل پرفروش‌ترین مدل آلفا رومئو است و تقریباً ۴۳۰۰۰ دستگاه از این خودرو در سال ۲۰۱۸ فروخته شده است.